# パナール・24
24 (Panhard 24) は、フランスの自動車メーカーであるパナールがかつて製造・販売していた自動車である。パナールブランドで発表された最後の乗用車となった。

## 概要
当時提携関係にあったシトロエンの影響を受けており、特にフロントエンドには1968年以降のシトロエン・DSとの共通性が強いボディを持ち、2ドアクーペは24C（クペ）、1965年に追加された2ドアセダンは24B（ベルリン）とそれぞれ呼ばれた。エンジンは1946年以来の850ccの空冷水平対向2気筒。
シトロエングループ内においてはアミ6とID19の中間車種として、スペシャルティカー的位置づけを与えられていた。高出力版「ティグル」も引き続き存在し、それぞれ24BT、24CTと呼ばれ、1965年以降は上級シトロエンに倣って4輪ディスクブレーキが与えられた。
1965年、パナールの乗用車部門はシトロエンに完全に吸収され、1967年には一般向け乗用車の生産を終了し、24は消滅した。生産台数は2万8,945台であった。1970年に発売されるシトロエン・GSには、24の技術的ノウハウが生かされたと言われる。
日本にもシトロエンを扱っていた日仏自動車が代理店となって少数輸入された。